# Antonio Macías (futbolista)
Antonio Macías (nacido en Rosario) fue un futbolista argentino. Se desempeñaba como delantero y desarrolló su carrera en Rosario Central, club con el que fue campeón a nivel nacional.

## Carrera

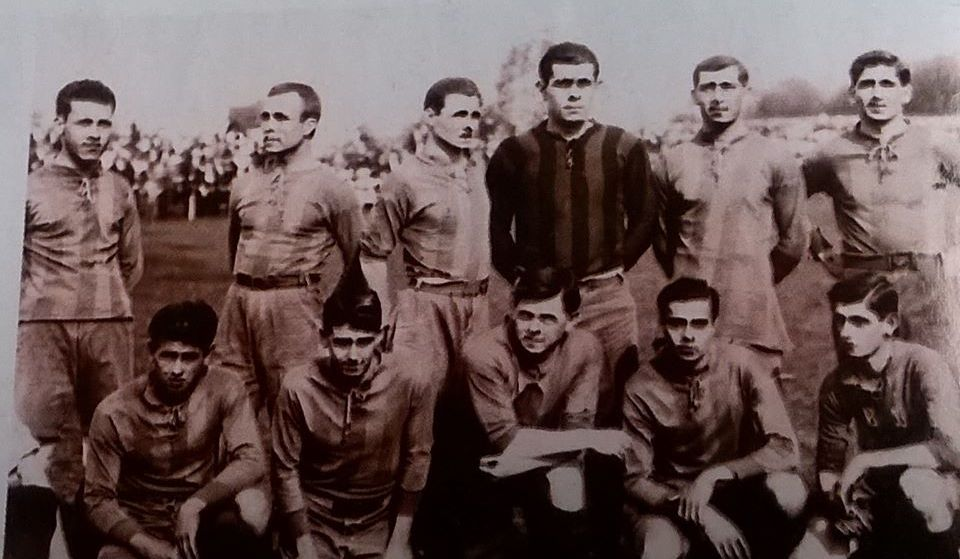
Rosario Central 1924. Parados: Octavio Montiquín, Florencio Sarasíbar, Domingo Izaga, Octavio Díaz, Jacinto Perazzo, Félix Sarasíbar; hincados: Sandalio Arias, Antonio Macías, Harry Hayes, Luis Indaco, Bautista De Benedetti.

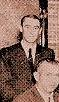
Aquí, en su faceta como dirigente.

Su temporada debut fue en el año 1920, tras sucederse un cisma en la organización del fútbol tanto nacional como rosarino. Tuvo un papel protagónico en la campaña de campeón de la Copa de Competencia de la Asociación Amateurs, certamen de nivel nacional. Consiguió marcar tres goles en los cuatro cotejos disputados por su equipo: en octavos de final ante River Plate (victoria 2-0 el 22 de agosto de 1920), en cuartos frente a Nacional (actual Argentino de Rosario, 3-2 el 17 de octubre) y en la final versus Almagro (2-0, el 12 de diciembre). Desempeñándose habitualmente como entreala derecho, compartió la línea ofensiva con Ernesto Guaraglia o Enrique Tami, Harry Hayes, Ennis Hayes y Juan Francia. Además sumó dos títulos en la liga de la Asociación Amateurs Rosarina de Football.
Con la reunificación de ligas, Rosario Central se consagró campeón de la Copa Estímulo 1922 de la Liga Rosarina. Afirmado como titular, obtuvo la Copa Nicasio Vila 1923. Continuó siendo estandarte del equipo al iniciarse una renovación en el plantel, tras la salida de los jugadores históricos de la década de 1910 y principios de 1920. En 1926 participó del partido inaugural del estadio de Arroyito, cuando Central derrotó a Newell's Old Boys 4-2 el 14 de noviembre, en cotejo válido por la 27.ª fecha de la Copa Vila de ese año.
En sus últimas dos temporadas como futbolista, su participación mermó; aun así realizó se aporte para la obtención de la Copa Vila en 1927 y 1928. Sumó en su carrera 103 partidos jugados y 12 goles convertidos.
Posteriormente a su retiro, continuó ligado al club, colaborando en el trabajo dirigencial, llegando a ser presidente de la subcomisión de fútbol en 1939, año del cincuentenario del club canalla.

## Clubes
| Club            | País      | Año       |
| --------------- | --------- | --------- |
| Rosario Central | Argentina | 1920-1928 |

## Palmarés

### Torneos nacionales oficiales
| Equipo          | País      | Título              | Año  |
| --------------- | --------- | ------------------- | ---- |
| Rosario Central | Argentina | Copa de Competencia | 1920 |

### Torneos locales oficiales
| Equipo          | País      | Título                                   | Año  |
| --------------- | --------- | ---------------------------------------- | ---- |
| Rosario Central | Argentina | Asociación Amateurs Rosarina de Football | 1920 |
| Rosario Central | Argentina | Asociación Amateurs Rosarina de Football | 1921 |
| Rosario Central | Argentina | Copa Estímulo                            | 1922 |
| Rosario Central | Argentina | Copa Nicasio Vila                        | 1923 |
| Rosario Central | Argentina | Copa Nicasio Vila                        | 1927 |
| Rosario Central | Argentina | Copa Nicasio Vila                        | 1928 |